# World Padel Tour 2018
 (novembre 2023).
La mise en forme du texte ne suit pas les recommandations de Wikipédia : il faut le « wikifier ».
Les points d'amélioration suivants sont les cas les plus fréquents :
- Les titres sont pré-formatés par le logiciel. Ils ne sont ni en capitales, ni en gras.
- Le texte ne doit pas être écrit en capitales (les noms de famille non plus), ni en gras, ni en italique, ni en « petit »…
- Le gras n'est utilisé que pour surligner le titre de l'article dans l'introduction, une seule fois.
- L'italique est rarement utilisé : mots en langue étrangère, titres d'œuvres, noms de bateaux, etc.
- Les citations ne sont pas en italique mais en corps de texte normal. Elles sont entourées par des guillemets français : « et ».
- Les listes à puces sont à éviter, des paragraphes rédigés étant largement préférés. Les tableaux sont à réserver à la présentation de données structurées (résultats, etc.).
- Les appels de note de bas de page (petits chiffres en exposant, introduits par l'outil «  Source ») sont à placer entre la fin de phrase et le point final[comme ça].
- Les liens internes (vers d'autres articles de Wikipédia) sont à choisir avec parcimonie. Créez des liens vers des articles approfondissant le sujet. Les termes génériques sans rapport avec le sujet sont à éviter, ainsi que les répétitions de liens vers un même terme.
- Les liens externes sont à placer uniquement dans une section « Liens externes », à la fin de l'article. Ces liens sont à choisir avec parcimonie suivant les règles définies. Si un lien sert de source à l'article, son insertion dans le texte est à faire par les notes de bas de page.
- La présentation des références doit suivre les conventions bibliographiques. Il est recommandé d'utiliser les modèles {{Ouvrage}}, {{Chapitre}}, {{Article}}, {{Lien web}} et/ou {{Bibliographie}}. Le mode d'édition visuel peut mettre en forme automatiquement les références.
- Insérer une infobox (cadre d'informations à droite) n'est pas obligatoire pour parachever la mise en page.

Pour une aide détaillée, merci de consulter Aide:Wikification.
Si vous pensez que ces points ont été résolus, vous pouvez retirer ce bandeau et améliorer la mise en forme d'un autre article.
Navigation
World Padel Tour 2017 World Padel Tour 2019
Le World Padel Tour 2018 est la sixième édition du circuit professionnel de padel World Padel Tour. Cette édition s'est déroulée tout au long de l'année 2018, regroupant 24 tournois de catégories masculines et féminines.

## Calendrier
Les tournois se partagent en trois catégories, répartissant de manière différente les points :
- Master

- Open

- Challenger
A la fin de l'année se déroule le Master Final, réunissant les 16 meilleurs joueurs et joueuses de l’année au classement Race du WPT.
Le calendrier de l'année 2018 est le suivant :
| Tournoi                            | Ville                   | Pays      | Dates                       | Ref    |
| ---------------------------------- | ----------------------- | --------- | --------------------------- | ------ |
| Catalunya Master                   | Badalone                | Espagne   | 17 mars - 25 mars           | [ 4 ]  |
| Alicante Open                      | Alicante                | Espagne   | 2 avril - 8 avril           | [ 5 ]  |
| Zaragoza Open                      | Saragosse               | Espagne   | 30 avril - 6 mai            | [ 6 ]  |
| Jaén Open                          | Jaén                    | Espagne   | 21 mai - 27 mai             | [ 7 ]  |
| Madrid Challenger                  | Madrid                  | Espagne   | 28 mai - 3 juin             | [ 8 ]  |
| Lisboa Challenger                  | Lisbonne                | Portugal  | 4 juin - 10 juin            | [ 9 ]  |
| Valladolid Open                    | Valladolid              | Espagne   | 18 juin - 24 juin           | [ 10 ] |
| Melilla Challenger                 | Melilla                 | Espagne   | 25 juin - 1er juillet       | [ 11 ] |
| València Master                    | Valence                 | Espagne   | 2 juillet - 8 juillet       | [ 12 ] |
| Cabrera de Mar Challenger          | Cabrera de Mar          | Espagne   | 9 juillet - 15 juillet      | [ 13 ] |
| Swedish Open                       | Båstad                  | Suède     | 23 juillet - 29 juillet     | [ 14 ] |
| Mijas Open                         | Mijas                   | Espagne   | 6 août - 12 août            | [ 15 ] |
| Andorra Open                       | Andorre-la-Vieille      | Andorre   | 20 août - 26 août           | [ 16 ] |
| Lugo Open                          | Lugo                    | Espagne   | 3 septembre - 9 septembre   | [ 17 ] |
| Portugal Master                    | Oeiras                  | Portugal  | 17 septembre - 23 septembre | [ 18 ] |
| Madrid Women Open                  | Madrid                  | Espagne   | 24 septembre - 30 septembre | [ 19 ] |
| San Javier Challenger              | San Javier              | Espagne   | 1er octobre - 7 octobre     | [ 20 ] |
| Paris Challenger                   | Paris                   | France    | 14 octobre - 21 octobre     | [ 21 ] |
| Granada Open                       | Grenade                 | Espagne   | 8 octobre - 15 octobre      | [ 22 ] |
| Euskadi Open                       | Bilbao                  | Espagne   | 22 octobre - 28 octobre     | [ 23 ] |
| Buenos Aires Master                | Buenos Aires            | Argentine | 5 novembre - 11 novembre    | [ 24 ] |
| Arroyo de la Encomienda Challenger | Arroyo de la Encomienda | Espagne   | 12 novembre - 18 novembre   | [ 25 ] |
| Murcia Open                        | Murcie                  | Espagne   | 19 novembre - 25 novembre   | [ 26 ] |
| Madrid Master Final                | Madrid                  | Espagne   | 13 décembre - 16 décembre   | [ 27 ] |

## Résultats

### Compétition masculine
| Master       |
| Open         |
| Challenger   |
| Master Final |

| Tournoi                 | Vainqueurs                          | Finalistes                          | Résultat                      | Refs.                         |
| ----------------------- | ----------------------------------- | ----------------------------------- | ----------------------------- | ----------------------------- |
| Badalone                | Maxi Sánchez Sanyo Gutiérrez        | Juan Lebrón Juan Cruz Belluati      | 6-4 / 6-2                     |                               |
| Alicante                | Fernando Belasteguín Pablo Lima     | Franco Stupaczuk Cristián Gutiérrez | 7-6 / 3-0, ab.                |                               |
| Saragosse               | Maxi Sánchez Sanyo Gutiérrez        | Paquito Navarro Juan Martín Díaz    | 6-4 / 6-7 / 6-3               |                               |
| Jaén                    | Maxi Sánchez Sanyo Gutiérrez        | Paquito Navarro Juan Martín Díaz    | 6-3 / 6-3                     |                               |
| Madrid                  | Pablo Lijó Maximiliano Grabiel      | Javier Ruiz Uri Botello             | 6-3 / 6-2                     | [ 28 ]                        |
| Lisbonne                | Javier Ruiz Uri Botello             | Rafael Méndez Ruiz Diego Ramos      | 6-3 / 7-5                     | [ 29 ]                        |
| Valladolid              | Alejandro Galán Matías Díaz         | Maxi Sánchez Sanyo Gutiérrez        | 7-5 / 3-6 / 6-3               |                               |
| Melilla                 | Uri Botello Javier Ruiz             | Agustín Gómez Alejandro Ruiz        | 6-4 / 7-5                     | [ 30 ]                        |
| Valence                 | Fernando Belasteguín Pablo Lima     | Maxi Sánchez Sanyo Gutiérrez        | 6-0 / 6-2                     |                               |
| Cabrera de Mar          | José Antonio García Víctor Ruiz     | Adrián Allemandi Javier Garrido     | 6-3 / 6-3                     | [ 31 ]                        |
| Båstad                  | Fernando Belasteguín Pablo Lima     | Paquito Navarro Juan Martín Díaz    | 6-2 / 3-6 / 6-3               |                               |
| Mijas                   | Maxi Sánchez Sanyo Gutiérrez        | Juan Lebrón Juan Cruz Belluati      | 6-2 / 7-5                     |                               |
| Andorre-la-Vieille      | Maxi Sánchez Sanyo Gutiérrez        | Cristián Gutiérrez Franco Stupaczuk | 5-7 / 6-4 / 6-4               |                               |
| Lugo                    | Alejandro Galán Matías Díaz         | Luciano Capra Ramiro Moyano         | 6-0 / 6-4                     |                               |
| Oeiras                  | Maxi Sánchez Sanyo Gutiérrez        | Miguel Lamperti Juani Mieres        | 7-6 / 7-5                     |                               |
| Madrid WOpen            | Tournoi exclusivement féminin       | Tournoi exclusivement féminin       | Tournoi exclusivement féminin | Tournoi exclusivement féminin |
| San Javier              | Maximiliano Grabiel Pablo Lijó      | Víctor Ruiz Guillermo Lahoz         | 6-3 / 6-3                     | [ 32 ]                        |
| Paris                   | Federico Chingotto Juan Tello       | Ramiro Moyano Luciano Capra         | 7-5 / 6-7 / 6-2               | [ 33 ]                        |
| Grenade                 | Franco Stupaczuk Cristián Gutiérrez | Maxi Sánchez Sanyo Gutiérrez        | 2-6 / 7-6 / 6-2               |                               |
| Bilbao                  | Paquito Navarro Pablo Lima          | Miguel Lamperti Juani Mieres        | 6-3 / 6-3                     |                               |
| Buenos Aires            | Maxi Sánchez Sanyo Gutiérrez        | Agustín Gómez Adrián Allemandi      | 6-7 / 6-4 / 6-2               |                               |
| Arroyo de la Encomienda | Federico Chingotto Juan Tello       | Pablo Lijó Alejandro Ruiz           | 6-3 / 6-4                     | [ 34 ]                        |
| Murcie                  | Maxi Sánchez Sanyo Gutiérrez        | Paquito Navarro Pablo Lima          | 2-6 / 7-5 / 6-3               |                               |
| Madrid Master Final     | Fernando Belasteguín Pablo Lima     | Maxi Sánchez Sanyo Gutiérrez        | 7-6 / 6-3                     |                               |

### Compétition féminine
| Master       |
| Open         |
| Challenger   |
| Master Final |

| Tournoi                 | Vainqueurs                                | Finalistes                                | Résultat                       | Refs.                          |
| ----------------------- | ----------------------------------------- | ----------------------------------------- | ------------------------------ | ------------------------------ |
| Badalone                | Lucía Sainz Gemma Triay                   | Marta Marrero Alejandra Salazar           | 6-2 / 5-7 / 6-4                |                                |
| Alicante                | Marta Marrero Alejandra Salazar           | Mapi Sánchez Alayeto Majo Sánchez Alayeto | 6-3 / 7-6                      |                                |
| Saragosse               | Lucía Sainz Gemma Triay                   | Mapi Sánchez Alayeto Majo Sánchez Alayeto | 6-7 / 7-6 / 6-1                |                                |
| Jaén                    | Mapi Sánchez Alayeto Majo Sánchez Alayeto | Lucía Sainz Gemma Triay                   | 7-5 / 6-3                      |                                |
| Madrid                  | Tournoi exclusivement masculin            | Tournoi exclusivement masculin            | Tournoi exclusivement masculin | Tournoi exclusivement masculin |
| Lisbonne                | Tournoi exclusivement masculin            | Tournoi exclusivement masculin            | Tournoi exclusivement masculin | Tournoi exclusivement masculin |
| Valladolid              | Lucía Sainz Gemma Triay                   | Mapi Sánchez Alayeto Majo Sánchez Alayeto | 6-4 / 4-6 / 6-3                |                                |
| Melilla                 | Ariana Sánchez Marta Ortega               | Carolina Navarro Cecilia Reiter           | 6-3 / 6-4                      | [ 30 ]                         |
| Valence                 | Mapi Sánchez Alayeto Majo Sánchez Alayeto | Marta Ortega Ariana Sánchez               | 6-3 / 6-4                      |                                |
| Cabrera de Mar          | Tournoi exclusivement masculin            | Tournoi exclusivement masculin            | Tournoi exclusivement masculin | Tournoi exclusivement masculin |
| Båstad                  | Tournoi exclusivement masculin            | Tournoi exclusivement masculin            | Tournoi exclusivement masculin | Tournoi exclusivement masculin |
| Mijas                   | Mapi Sánchez Alayeto Majo Sánchez Alayeto | Elisabet Amatriaín Patricia Llaguno       | 6-1 / 6-3                      |                                |
| Andorre-la-Vieille      | Mapi Sánchez Alayeto Majo Sánchez Alayeto | Marta Marrero Alejandra Salazar           | 7-6 / 6-7 / 6-4                |                                |
| Lugo                    | Marta Marrero Alejandra Salazar           | Mapi Sánchez Alayeto Majo Sánchez Alayeto | 6-2 / 6-3                      |                                |
| Oeiras                  | Mapi Sánchez Alayeto Majo Sánchez Alayeto | Lucía Sainz Gemma Triay                   | 0-6 / 6-4 / 7-5                |                                |
| Madrid WOpen            | Marta Marrero Alejandra Salazar           | Mapi Sánchez Alayeto Majo Sánchez Alayeto | 6-2 / 4-6 / 6-4                |                                |
| San Javier              | Elisabet Amatriaín Patricia Llaguno       | Catalina Tenorio Beatriz González         | 6-2 / 3-6 / 6-2                | [ 32 ]                         |
| Paris                   | Tournoi exclusivement masculin            | Tournoi exclusivement masculin            | Tournoi exclusivement masculin | Tournoi exclusivement masculin |
| Grenade                 | Lucía Sainz Gemma Triay                   | Marta Ortega Ariana Sánchez               | 6-1 / 6-4                      |                                |
| Bilbao                  | Marta Marrero Alejandra Salazar           | Mapi Sánchez Alayeto Majo Sánchez Alayeto | 6-3 / 2-6 / 6-4                |                                |
| Buenos Aires            | Tournoi exclusivement masculin            | Tournoi exclusivement masculin            | Tournoi exclusivement masculin | Tournoi exclusivement masculin |
| Arroyo de la Encomienda | Delfina Brea Ana Catarina Nogueira        | Carolina Navarro Cecilia Reiter           | 6-2 / 0-0, ab.                 | [ 34 ]                         |
| Murcie                  | Marta Marrero Alejandra Salazar           | Mapi Sánchez Alayeto Majo Sánchez Alayeto | 7-5 / 4-6 / 6-1                |                                |
| Madrid Master Final     | Marta Marrero Alejandra Salazar           | Mapi Sánchez Alayeto Majo Sánchez Alayeto | 6-3 / 6-2                      |                                |

## Classement final
Ci-dessous les classements du circuit World Padel Tour à la fin de la saison 2018, après le dernier tournoi.

### Classement individuel masculin
| N.º | Nom                  | Points |
| --- | -------------------- | ------ |
| 1   | Maxi Sánchez         | 13.820 |
| 1   | Sanyo Gutiérrez      | 13.820 |
| 3   | Pablo Lima           | 8.330  |
| 4   | Paquito Navarro      | 7.035  |
| 5   | Juan Martín Díaz     | 6.570  |
| 6   | Alejandro Galán      | 6.200  |
| 6   | Matías Díaz          | 6.200  |
| 8   | Fernando Belasteguín | 6.060  |
| 9   | Miguel Lamperti      | 5.145  |
| 9   | Juani Mieres         | 5.145  |
| 11  | Franco Stupaczuk     | 4.925  |
| 11  | Cristián Gutiérrez   | 4.925  |
| 13  | Juan Lebrón          | 4.920  |
| 14  | Juan Cruz Belluati   | 4.095  |
| 15  | Javier Ruiz          | 4.055  |
| 15  | Uri Botello          | 4.055  |

### Classement individuel féminin
| N.º | Nom                  | Points |
| --- | -------------------- | ------ |
| 1   | Majo Sánchez Alayeto | 12.350 |
| 1   | Mapi Sánchez Alayeto | 12.350 |
| 3   | Marta Marrero        | 10.760 |
| 3   | Alejandra Salazar    | 10.760 |
| 5   | Lucía Sainz          | 9.325  |
| 5   | Gemma Triay          | 9.325  |
| 7   | Ariana Sánchez       | 5.810  |
| 7   | Marta Ortega         | 5.810  |
| 9   | Elisabet Amatriaín   | 4.320  |
| 9   | Patricia Llaguno     | 4.320  |
| 11  | Carolina Navarro     | 3.705  |
| 11  | Cecilia Reiter       | 3.705  |
| 13  | Beatriz González     | 3.350  |
| 13  | Catalina Tenorio     | 3.350  |
| 15  | Teresa Navarro       | 2.520  |
| 15  | Victoria Iglesias    | 2.520  |